# Ōita (prefectuur)
De prefectuur Ōita  (Japans: 大分県, Ōita-ken) is een Japanse prefectuur op het eiland Kyushu. Ōita heeft een oppervlakte van 6339,34 km² en had op 1 maart 2008 een bevolking van ongeveer 1.203.857 inwoners. De hoofdstad is Ōita.

## Geschiedenis
De prefectuur Ōita is na de Meiji-restauratie ontstaan uit de voormalige provincie Bungo en het zuidelijke deel van de provincie Buzen.

## Geografie
De prefectuur Ōita bevindt zich in het noordoostelijke deel van het eiland Kyushu.
De prefectuur is bijna volledig bergachtig op enkele kustvlakten na.
Ōita wordt begrensd door het Kanaal van Suo en het eiland Honshu in het noorden, het kanaal Iyo en het eiland Shikoku in het oosten, de prefectuur Miyazaki in het zuiden en de prefecturen Fukuoka en Kumamoto in het westen.
De administratieve onderverdeling is als volgt:

### Zelfstandige steden (市) shi
Er zijn 14 steden in de prefectuur Ōita.
- Beppu
- Bungo-ono
- Bungotakada
- Hita
- Kitsuki
- Kunisaki
- Nakatsu
- Ōita (hoofdstad)
- Saiki
- Taketa
- Tsukumi
- Usa
- Usuki
- Yufu

### Gemeenten (郡 gun)
De gemeenten van Ōita, ingedeeld naar district:
| District        | Gemeenten      |
| --------------- | -------------- |
| Hayami          | Hiji           |
| Higashikunisaki | Himeshima      |
| Kusu            | Kokonoe - Kusu |

### Fusies
(Situatie op 31 maart 2006) 
Zie ook: Gemeentelijke herindeling in Japan
De prefectuur bestaat momenteel uit 14 steden, 3 districten, 3 gemeenten en 1 dorp. Tussen 2005 to 2006 zijn alle gemeenten, met uitzondering van Beppu, Tsukumi, Himejima, Hinode, Kusu en Kokonoe gefuseerd. Het aantal gemeenten verminderde hierdoor van 58 (31 december 2004) tot 18 (31 maart 2006). Hierdoor heeft Ōita het minste gemeenten van alle prefecturen van Kyushu en de vierde minste van Japan.
Volgende districten en gemeenten zijn verdwenen na de fusies:
- District Ono: Notsu, Asaji, Chitose, Inukai, Kiyokawa, Mie, Ogata, Ono
- District Oita: Notsuharu, Hasama, Shonai, Yufuin
- District Kitaamabe: Saganoseki
- District Shimoge: Honyabakei, Sanko, Yabakei, Yamakuni
- District Minamiamabe: Honjo, Kamae, Kamiura, Naokawa, Tsurumi, Ume, Yayoi, Yonozu
- District Hita: Amagase, Kamitsue, Maetsue, Nakatsue,
- District Usa: Ajimu, Innai
- District Nishikunisaki: Kakadi, Matama, Ōta
- District Naoiri: Kuju, Naoiri, Ogi
- De gemeente Yamaga uit het District Hayami
- De gemeenten Aki, Kunimi, Kunisaki, Musashi uit het District Higashikunisaki

## Bezienswaardigheden
- De befaamde Onsen van Beppu

## Galerij

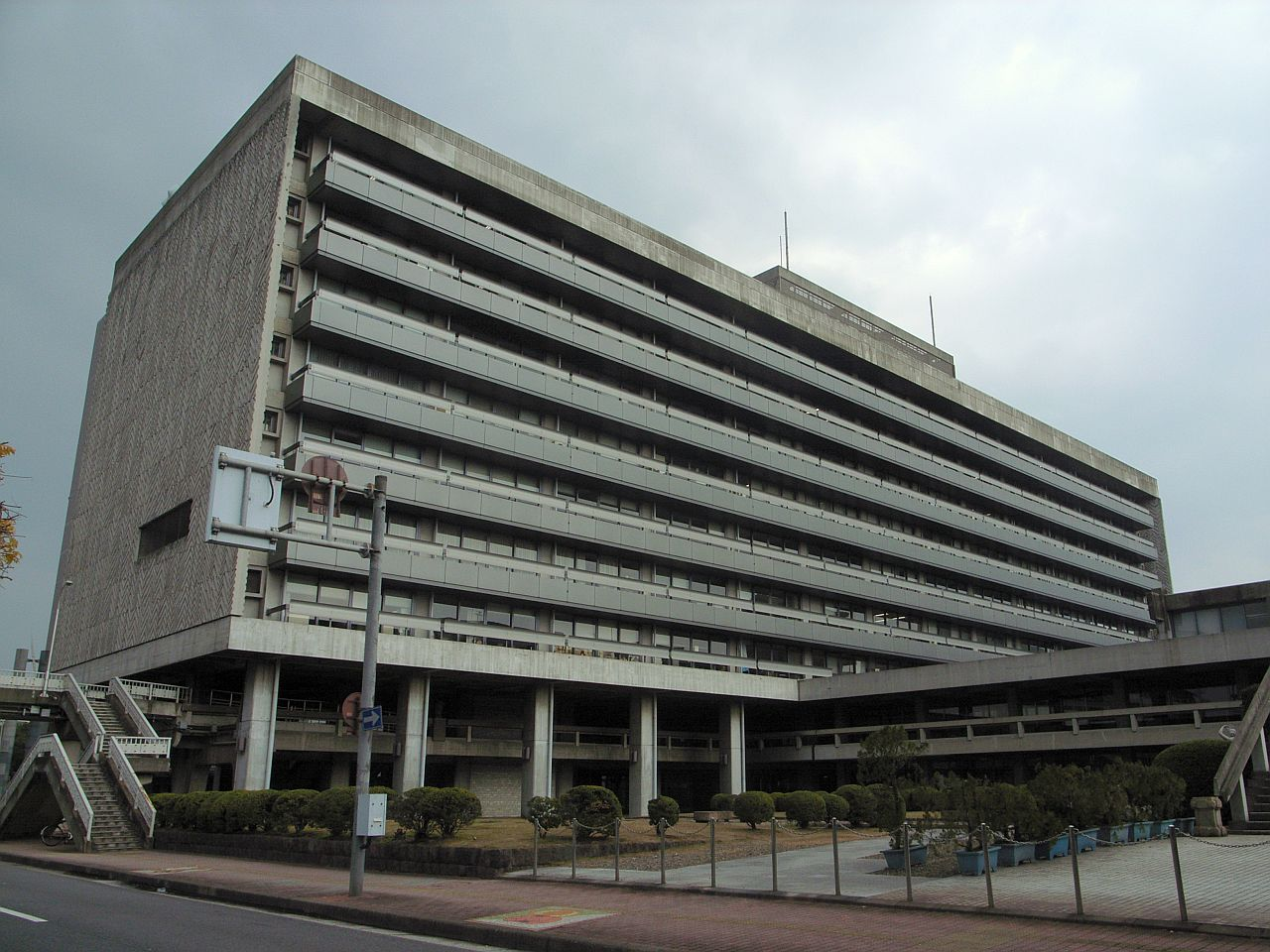
Zetel van de prefectuur Ōita
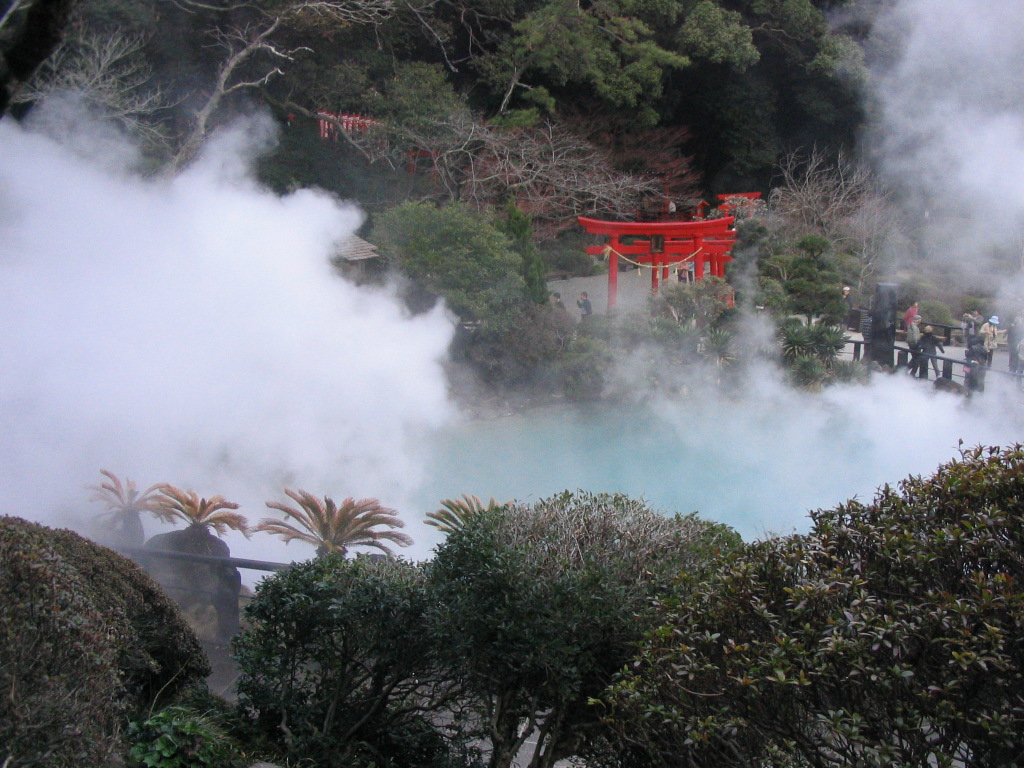
Onsen in Beppu, Umi-Jigoku